# Epworth (Anglia)
Epworth – miasteczko i parafia na śródlądowej wyspie Axholme w dystrykcie North Lincolnshire, w hrabstwie ceremonialnym Lincolnshire w Anglii. Jest ono miejscem narodzin Johna Wesleya i Charlesa Wesleya. Wyspa zyskała swoją nazwę od czasu osuszenia jej przez holenderskiego inżyniera Sir Corneliusa Vermuydena (1627–1629). Dało ono nazwę wielu instytucjom związanym z metodyzmem. 
Epworth leży na drodze A161, prawie w połowie odległości pomiędzy Goole i Gainsborough. 
Wyspa Axholme pierwotnie składała się z ośmiu parafii: Althorpe, Belton, Crowle, Epworth, Haxey, Luddington, Owston i Wroot.